# Iglesia de Nuestra Señora del Sagrado Corazón (Yerkalo)
La iglesia de Nuestra Señora del Sagrado Corazón (en chino tradicional, 聖心聖母堂; en chino simplificado, 圣心圣母堂), conocida comúnmente como iglesia católica de Yerkalo, o bien iglesia católica de Yanjing (en chino tradicional, 鹽井天主敎堂; en chino simplificado, 盐井天主教堂), se localiza en Yerkalo o Tsakalo (en tibetano: ཚ་ཁ་ལྷོ, wylie: tsha kha lho, que significa "pozo de sal"), un pueblo entre 2650 y 3109 metros sobre el nivel del mar en el extremo sur del Condado de Markham (Prefectura de Chamdo, Región Autónoma del Tíbet, antigua provincia de Kham) en la actual China.

## Historia
La iglesia fue fundada en 1865 por Félix Biet y Auguste Desgodins, misioneros franceses de las Misiones Extranjeras de París, y dedicada a Nuestra Señora del Sagrado Corazón, patrona de la parroquia de Yerkalo. Trayendo con ellos treinta y cinco de sus fieles, después de haber sido expulsados de la misión principal de Bonga en Yerkalo, conquistada por el imperio chino, se establecieron legalmente en algunas parcelas de tierra con la complicidad de la población y silencio de líderes locales. Históricamente, China y Tíbet disputaron la posesión de los pozos salinos Yerkalo , que pasaron de un lado u otro de la frontera chino- tibetana. Por último, en 1932, el pueblo fue puesto bajo la administración del gobierno de Lhasa.
Según la agencia de noticias Xinhua , el establecimiento de una pequeña parroquia católica en el Tíbet no era una tarea fácil. Enfrentamientos frecuentes tuvieron lugar entre los católicos y grupos cercanos, que culminó con la muerte de uno de los sucesores del padre Biet , el padre Maurice Tornay en 1949.